# Tatár Imre (újságíró)
Tatár Imre, születési neve Rabinovits Imre (Budapest, 1920. január 9. – 2023. szeptember 17.) magyar újságíró.

## Életútja
Apja Rabinovits Bernát kereskedő, édesanyja Lichtenstein Szidónia (1889–1973) volt. 1938-ban gimnáziumi érettségi vizsgát tett, de az első zsidótörvény miatt egyetemen nem tanulhatott tovább, ezért autószerelő vizsgát tett. 1938 és 1941 között autószerelőként dolgozott. 1941 és 1944 között munkaszolgálatos, majd 1944 és 1947 között hadifogoly volt a Szovjetunióban.
1947-től a MÚOSZ tagja. 1947 és 1956 között a Szabad Nép, 1956 és 1968 között az Esti Hírlap, 1968 és 1975 között a Magyar Hírlap munkatársa volt. 1975 és 2000 között a Magyar Nemzet külpolitikai szerkesztőségének a tagjaként dolgozott. Munkásságát 1992-ben Aranytoll díjjal ismerték el.
1947 és 1956 között az MKP, majd az MDP tagja volt.
2020. január 9-én a MÚOSZ külön rendezvényen köszöntötte a Sajtóházban a száz éves Tatár Imrét. Felesége Potoczky Júlia újságíró volt.
2023. szeptember 17-én 103 éves korában elhunyt.

## Művei
- Párbeszéd Nyugat-Németországról (Budapest, 1970)
- Európa biztonsága (Budapest, 1975, Nemzetközi zsebkönyvtár)
- Így láttam az NSZK-t (Budapest, 1978)
- Út a semmibe. Terroristák, terrorizmus (Budapest, 1982)
- Napló '56. Újságok, utcák, emberek; Szilvia és Tsa Kft.–Zimber Könyvek, Páty, 2016
- Fogságból fogságba. Utam a Baross utcától a Blaha Lujza térig; Zimber Könyvek, Páty, 2020

## Díjai, elismerései
- Aranytoll (1992)